# Гиресун (ил)
Гиресу́н (тур. Giresun) — ил на северо-востоке Турции.

## География
С севера территория ила омывается водами Чёрного моря.
Ил Гиресун граничит с илами: Орду и Сивас на западе, Эрзинджан на юге, Гюмюшхане и Трабзон на востоке.
Понтийские горы.

## Население
Население — 523 819 жителей (2009).
Крупнейшие города — Гиресун (83 тыс. жителей в 2000 году), Буланджак, Гёреле, Шебинкарахисар.

## Города-побратимы
- Шеки , Азербайджан, (тур. Saki)

## Административное деление

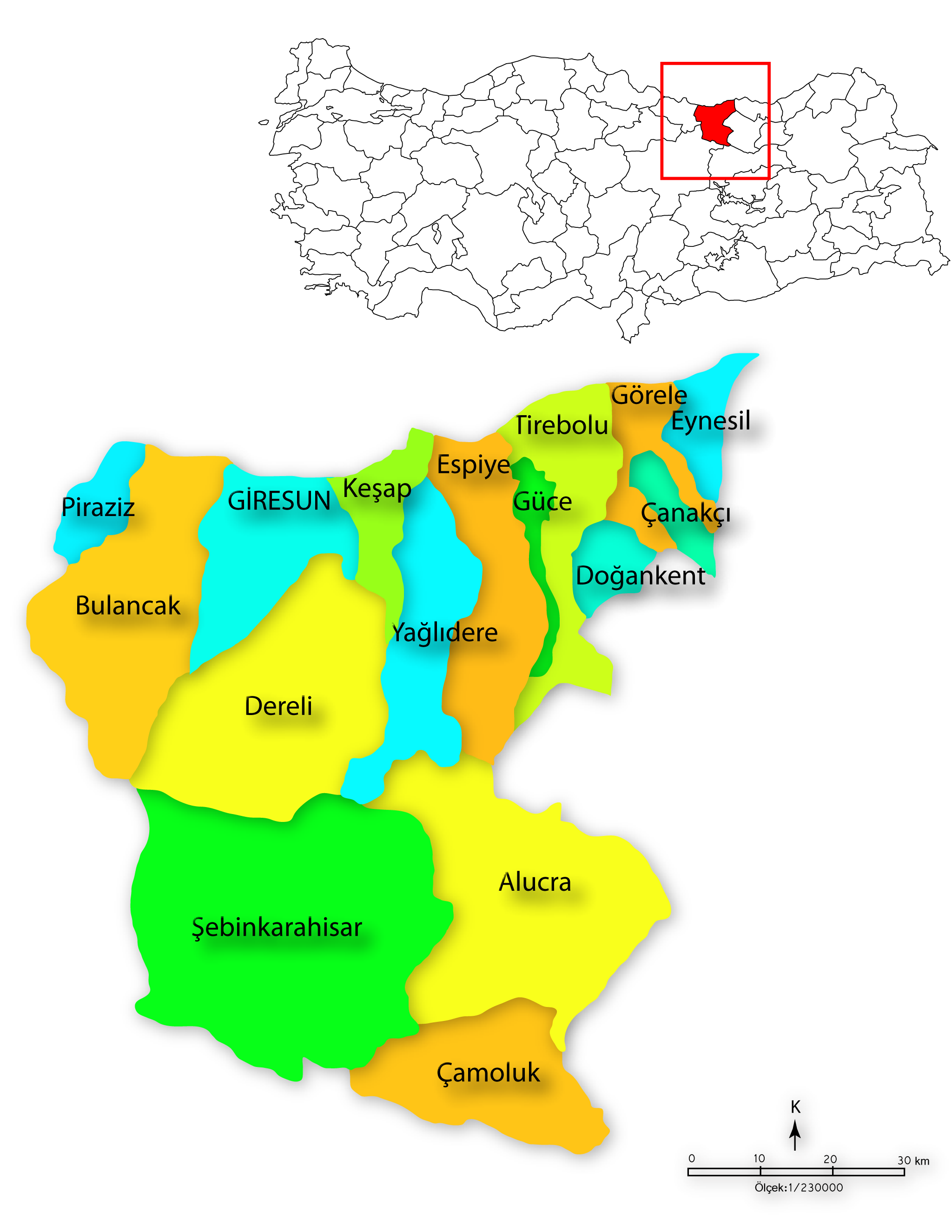

Ил Гиресун делится на 16 районов:
1. Алуджра (Alucra)
2. Буланджак (Bulancak)
3. Чамолук (Çamoluk)
4. Чанакчи (Çanakçı)
5. Дерели (Dereli)
6. Доганкент (Doğankent)
7. Эспие (Espiye)
8. Эйнесил (Eynesil)
9. Гиресун (Giresun)
10. Гёреле (Görele)
11. Гюдже (Güce)
12. Кешап (Keşap)
13. Пиразиз (Piraziz)
14. Шебинкарахисар (Şebinkarahisar)
15. Тиреболу (Tirebolu)
16. Яглыдере (Yağlıdere)

## Экономика
Выращиваются фундук (основная сельскохозяйственная культура), кукуруза, фасоль.
Пищевая, целлюлозно-бумажная промышленность.

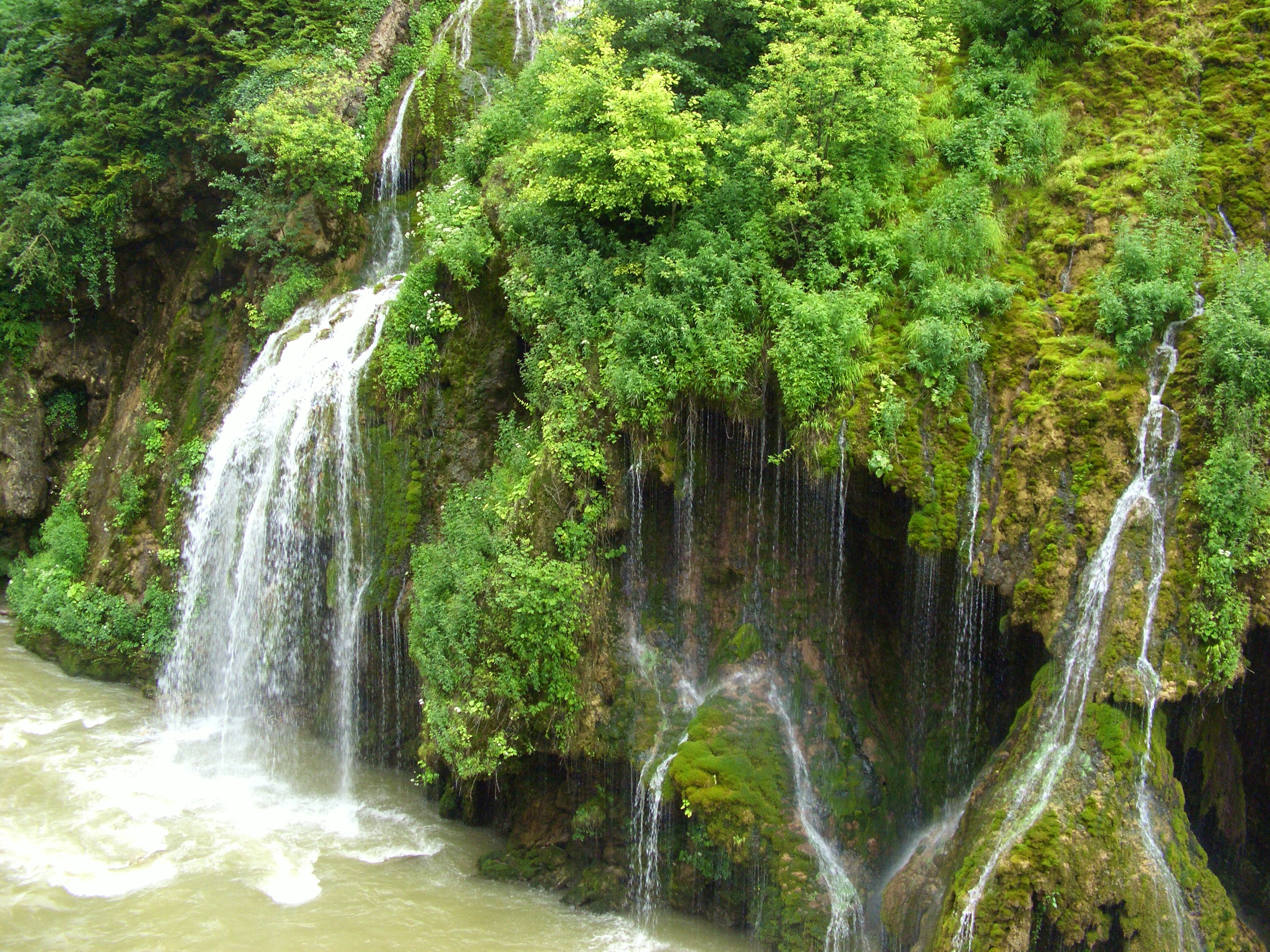
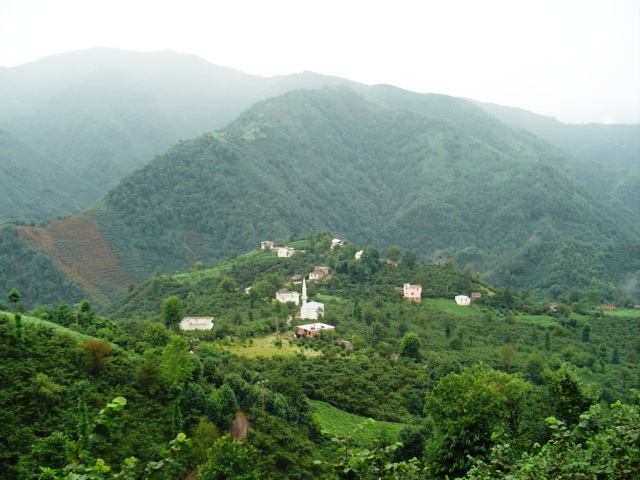

Месторождения меди, цинка, железа.